# Isandrus
Isandrus is een geslacht van rechtvleugeligen uit de familie doornsprinkhanen (Tetrigidae). De wetenschappelijke naam van dit geslacht is voor het eerst geldig gepubliceerd in 1929 door Rehn.

## Soorten
Het geslacht Isandrus omvat de volgende soorten:
- Isandrus cicatricosus Rehn, 1929
- Isandrus gibbosus Chopard, 1952